# Oceanografija
Oceanografíja (sestavljeni starogrški besedi starogrško Ὠκεανός: Okeanós (starogrško Ὠκεάνης: Okeánes) - veliko morje, ocean in starogrško γράφω: gráfe - pisati) ali oceanologija je znanstvena veda, ki proučuje oceane oziroma morja, kar vključuje vse naravne pojave v morskem okolju - od tektonike plošč na dnu, kroženja snovi v morjih na globalni ravni, vodnih tokov in valovanja na gladini, do morskih organizmov. Zaradi svoje širine je veda izrazito interdisciplinarna, združuje spoznanja astronomije, biologije, kemije, klimatologije, geografije, geologije, hidrologije, meteorologije in fizike.

## Podkategorije
- kemična/kemijska oceanografija
- oceanografija rečnih ustij
- fizična oceanografija